# Ignacy Mańkowski
Ignacy Mańkowski herbu Zaremba – stolnik sanocki w latach 1791–1792. 
W 1790 roku był komisarzem Komisji Porządkowej Cywilno-Wojskowej powiatu latyczowskiego.